# You Hurt My Feelings
You Hurt My Feelings es una película de comedia dramática estadounidense de 2023 escrita, dirigida y producida por Nicole Holofcener. Es protagonizada por Julia Louis-Dreyfus, Tobias Menzies, Michaela Watkins, Arian Moayed y Jeannie Berlin.
La película se rodó en la ciudad de Nueva York en mayo de 2022. Tuvo su estreno mundial en el Festival de Cine de Sundance de 2023 el 22 de enero de 2023 y fue estrenada en los Estados Unidos el 26 de mayo de 2023 por A24.

## Sinopsis
Beth lucha con la falta de confianza en sí misma y su matrimonio con el fracasado terapeuta Don se ve afectado por una traición. Antes de esto, tenían una relación pacífica pero codependiente, lo que incomoda a su único hijo. La hermana de Beth la ayuda a sobrellevar el dolor, posiblemente debido a sus propias luchas con su esposo Mark, que es un actor con dificultades.

## Reparto
- Julia Louis-Dreyfus como Beth
- Tobias Menzies como Don
- Michaela Watkins como Sarah
- Arian Moayed como Mark
- Owen Teague como Elliott
- Jeannie Berlin como Georgia
- Amber Tamblyn como Carolyn
- David Cross como Jonathan
- Zach Cherry como Jim
- Sarah Steele como Frankie
- La Tanya Richardson Jackson como Sylvia
- Sunita Mani como Dra. Allen
- Deniz Akdeniz como Vince
- Clara Wong como Ali

## Producción
En octubre de 2021, se anunció que Julia Louis-Dreyfus protagonizaría y produciría la película, entonces titulada Beth and Don, con Nicole Holofcener dirigiendo un guion que ella escribió. En mayo de 2022, Tobias Menzies, Michaela Watkins, Arian Moayed, Owen Teague, Jeannie Berlin, Bill Camp y Elizabeth Marvel se unieron al elenco de la película.
La fotografía principal comenzó en mayo de 2022, en la ciudad de Nueva York. El director de fotografía Jeffrey Waldron dijo: "Trabajé para crear un aspecto natural y acogedor de Nueva York que no distrajera la atención de la historia que se desarrollaba, pero que aportara puntuación cinematográfica a sus momentos humanos importantes". Para lograrlo, utilizó una cámara Arri Alexa Mini con lentes Panavision Primo ajustados a la medida. Para hacer que la película se sintiera "fílmica, humana y hecha a mano", suavizó y redujo aún más el contraste en la preparación con la ayuda de una LUT de emulación de película personalizada.

## Estreno
A24 obtuvo los derechos de distribución en EE. UU. en el American Film Market de 2021. You Hurt My Feelings se estrenó el 22 de enero de 2023 en el Festival de Cine de Sundance. Fue estrenada el 26 de mayo de 2023.